# Virágos-nyereg
A Virágos-nyereg egy Budapest II. kerületében, a Hármashatár-hegy észak-keleti felén található 365 méter magas természetvédelmi terület, csomópont. Számos turistaút keresztezi itt egymást, erre halad az Országos Kéktúra útvonala, valamint a Guckler Károly sétány is.

## Leírása
Elhelyezkedése a II. kerületi Kővár és Gercse városrész határánál van, a Hármashatár-hegy északi oldalán, a 453 m magas Vihar-hegy és a 452 m magas Csúcs-hegy között. A nyerget a Máriahegyi dűlő és a Jánosbogár utca szeli át.
Az Országos Kéktúra 14-es számú szakasza és a Guckler Károly erdőmesterről elnevezett sétány is érinti: itt keresztezi egymást a kék, a sárga jelzés, a kék kereszt, a sárga kör és a kerékpáros jelzés is, illetve fordul vissza a Panoráma-kör útvonal. A Kéktúrához szükséges bélyegzőt pedig a csomóponton lévő villanyoszlop rejti. A nyergen egy pihenőhely van kialakítva pár paddal. Ettől nem messze található a Guckler-szikla.
Egy 1926-os, Budai-hegységű térképen már szerepel a Virágos-nyereg elnevezés, ami valószínűleg a réten található számtalan virágról kapta a nevét.

## Élővilága
A környék élővilága a Budai-hegységhez kapcsolódik, területén endemikus fajok is megtalálhatóak.
A viszonylag nagy magasság miatt a gyertyános–tölgyes a meghatározó erdőtípus, a hegyoldalon a dolomitos talaj miatt a cserszömörcés karsztbokorerdő mutatkozik, az aljnövényzetet pedig a dolomit sziklagyepek határozzák meg.
A fák közül a tölgy és a gyertyán a leggyakoribb, a karsztbokorerdő jellemző cserjéi a sárga cserszömörce, a szirtes gyöngyvessző, a fekete madárbirs, a vadkörte, a házi berkenye, vagy a ligeti szőlő. A gyepben olyan ritkaságok is fellelhetőek, mint a budai nyúlfarkfű, a piros kígyószisz, a bangófélék közül pl. a légybangó, a szarvas bangó, illetve a sallangvirág.
A élővilága madarakban és rovarokban gazdag, utóbbiak közüli ritkaság pl. a fűrészlábú szöcske, illetve a rablópillék. Hüllőként a ritka pannon gyík is szemünk elé kerülhet, emlősök tekintetében pedig vaddisznó, őz, nyúl, róka, szarvas, ürge vagy akár nyuszt is.

## Galéria

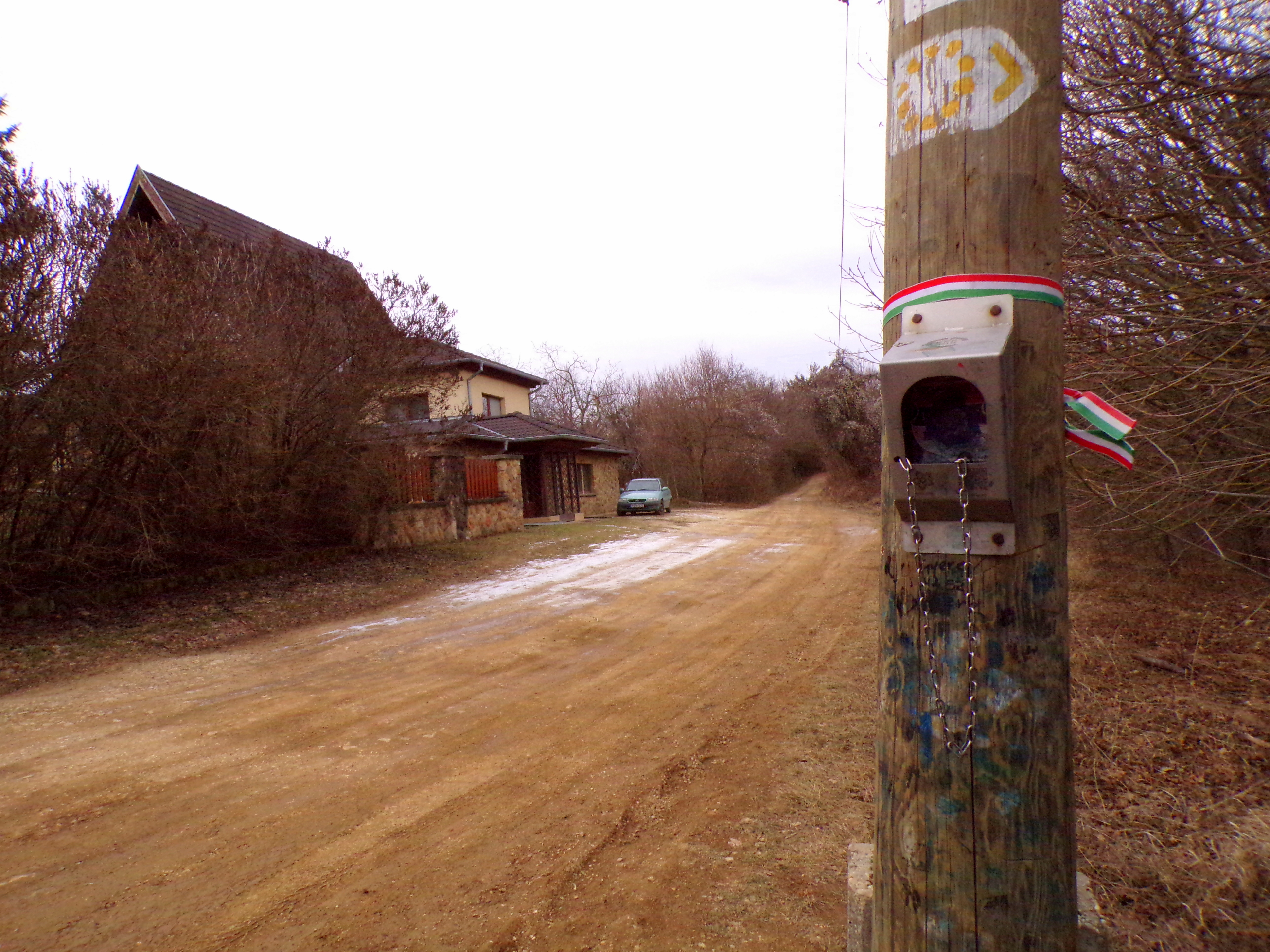
Országos Kéktúra igazolópontja 2022-ben
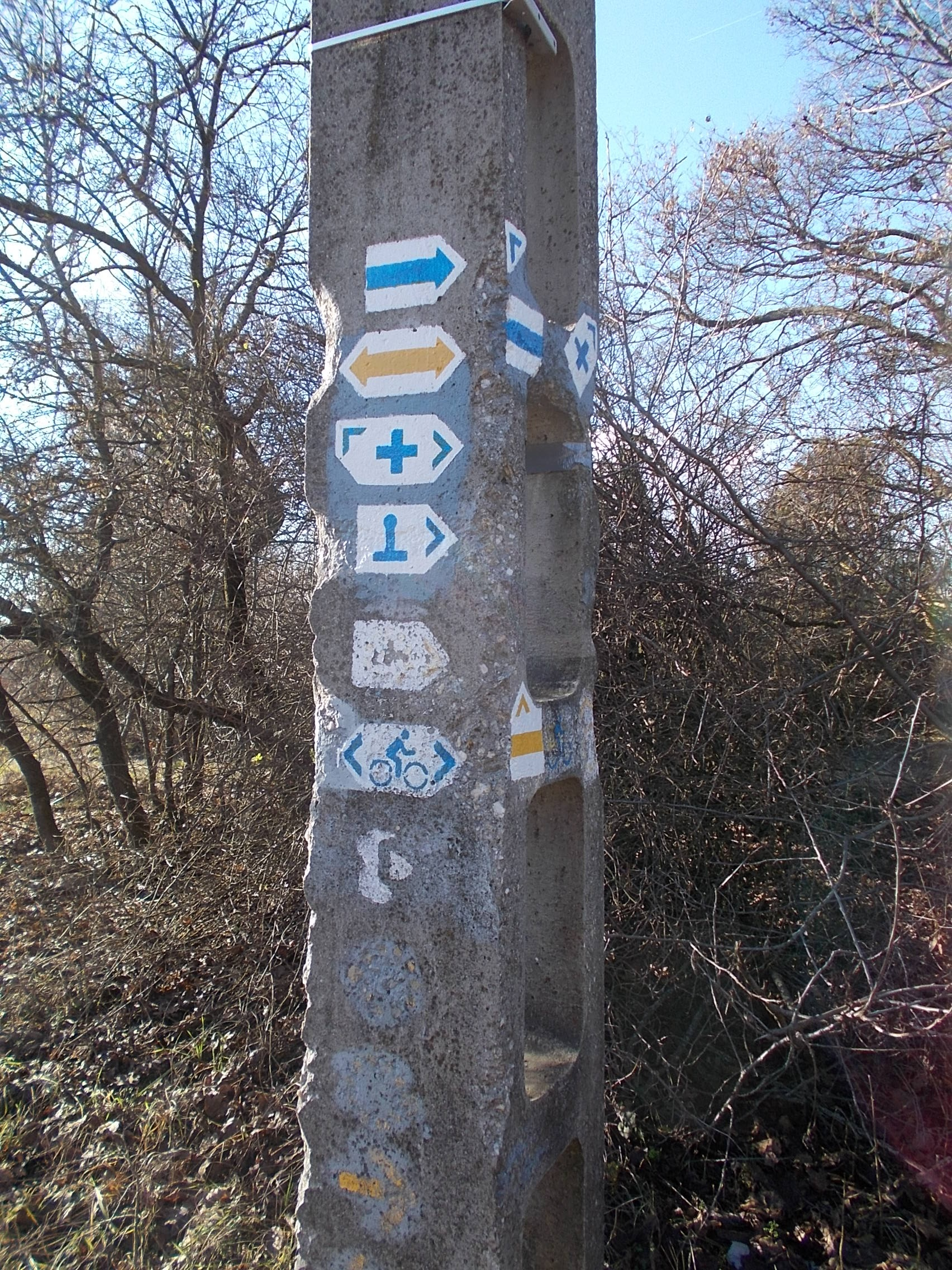
Turistajelzések a pecsételőhely közelben 2023-ban
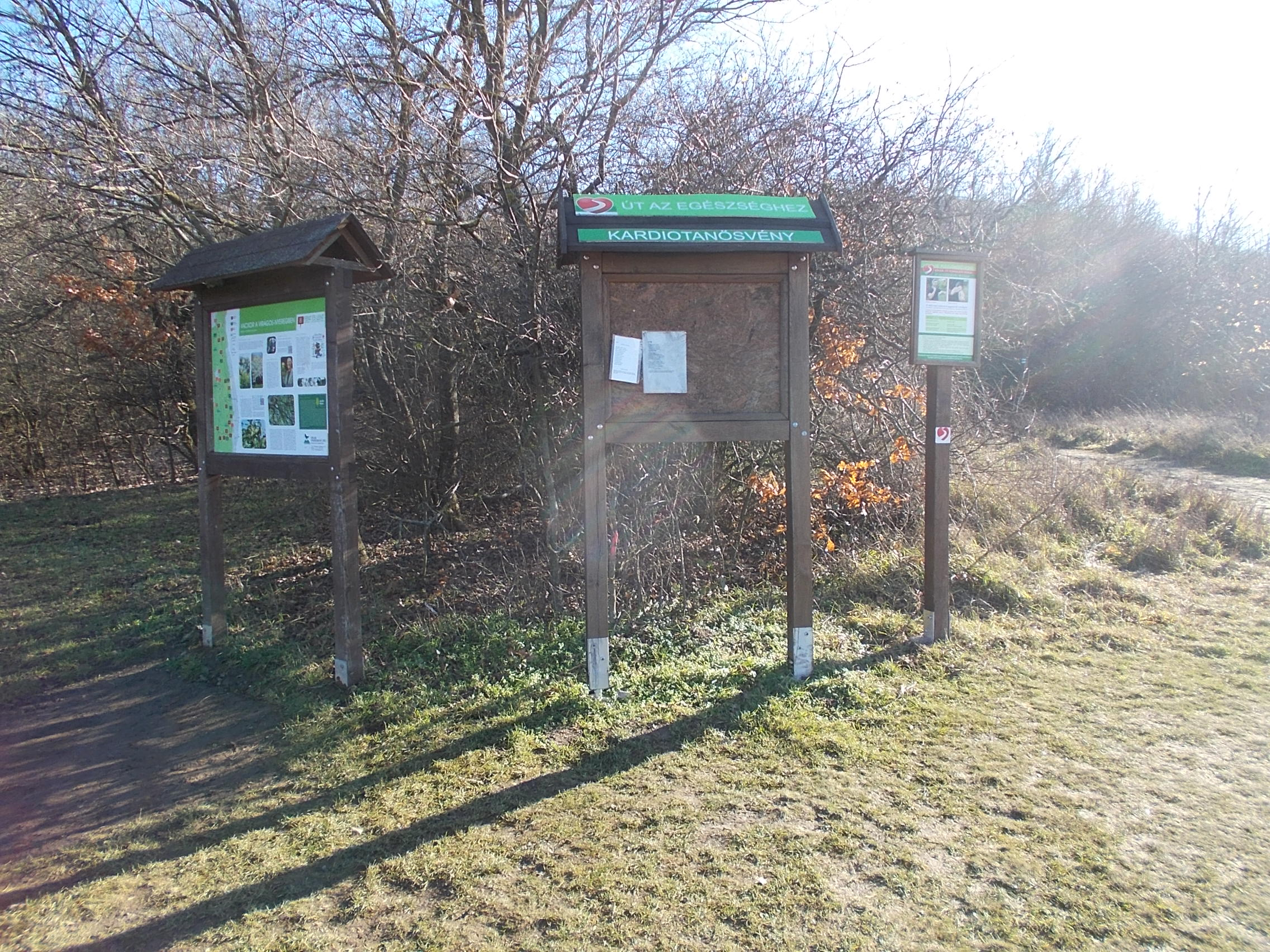
Tájékoztatótáblák
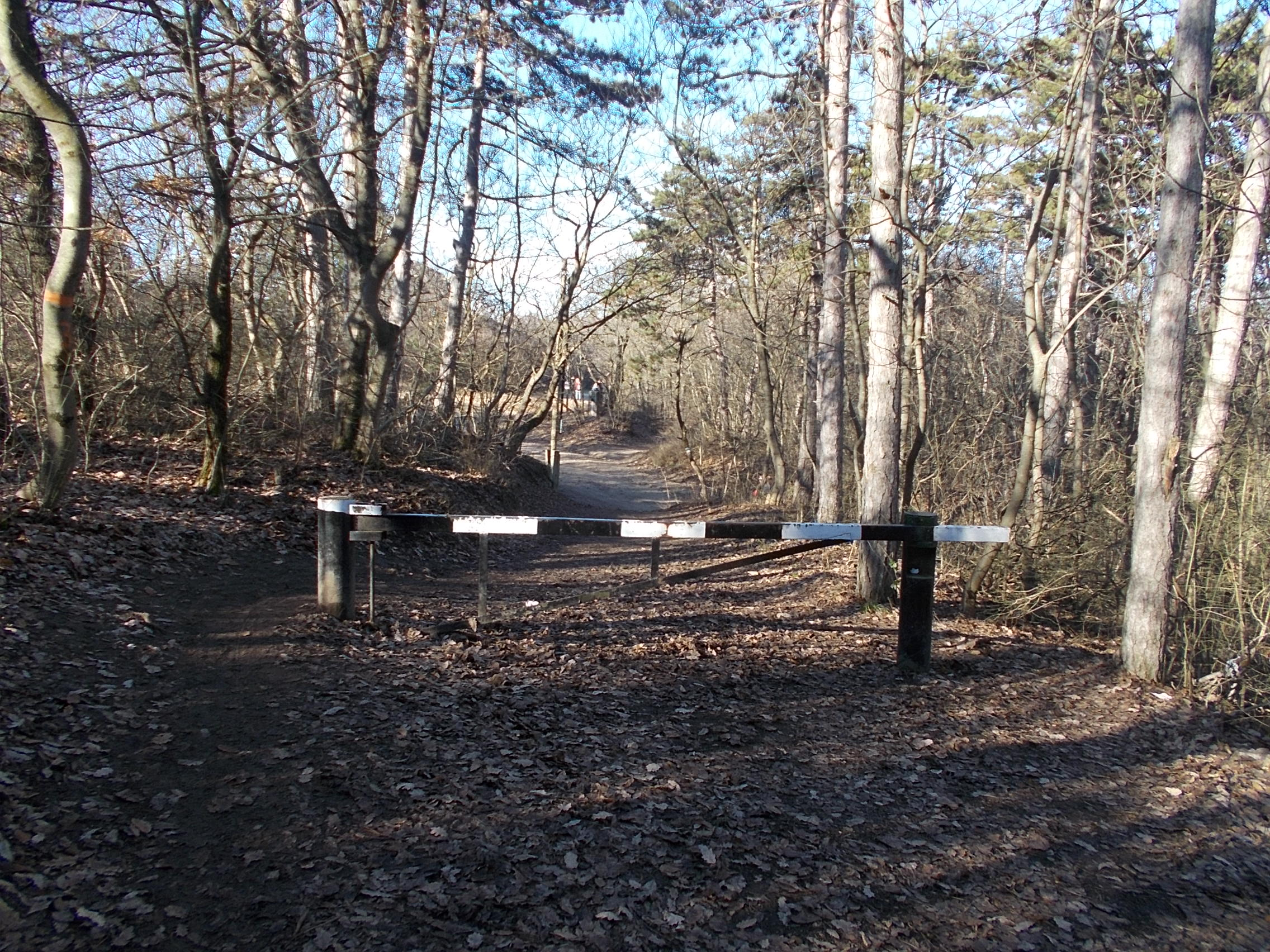
Sorompó a Guckler Károly sétányon
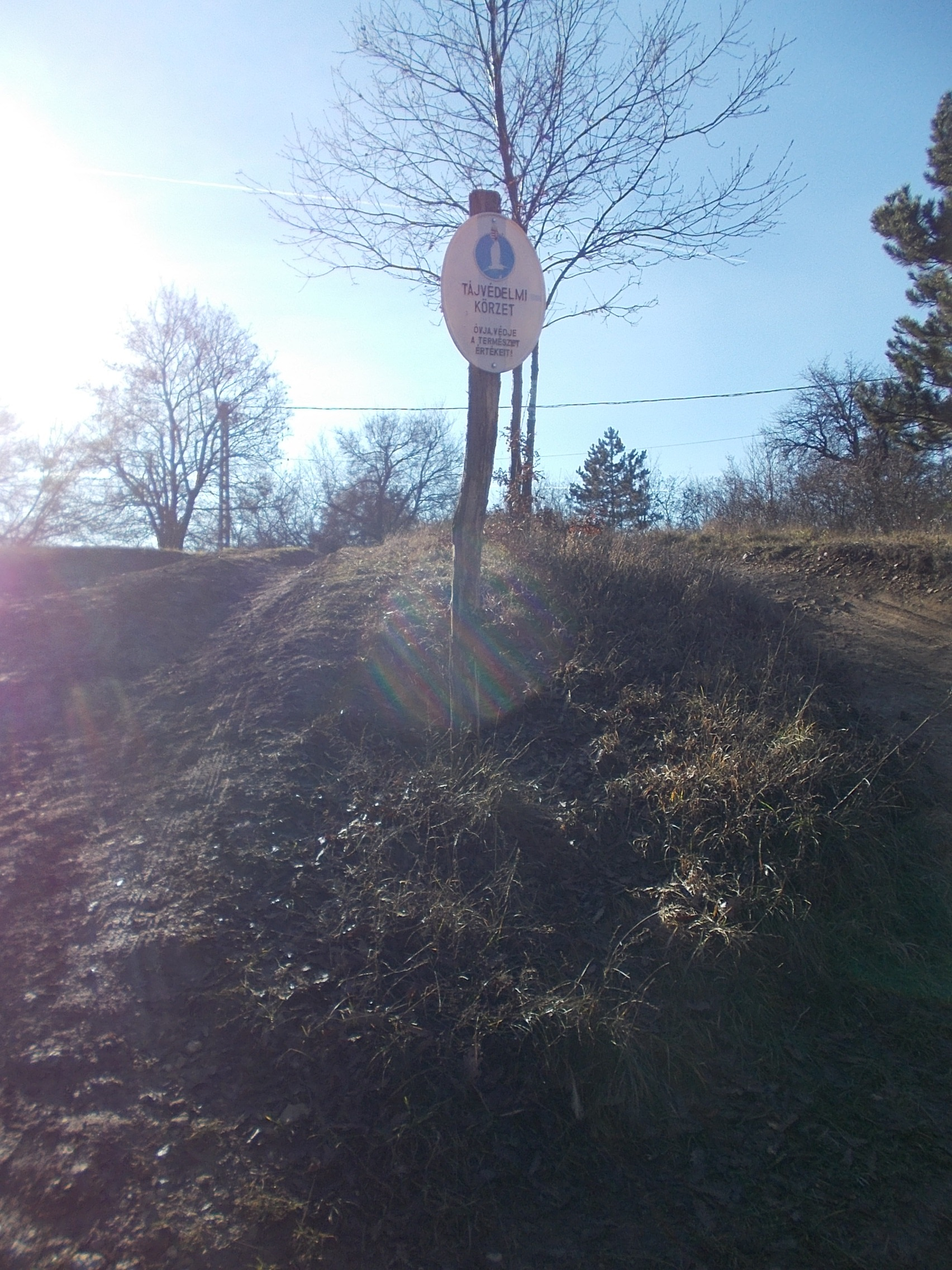
Természetvédelmi terültet jelző tábla